# British Academy Film Award/Bester nicht-englischsprachiger Film

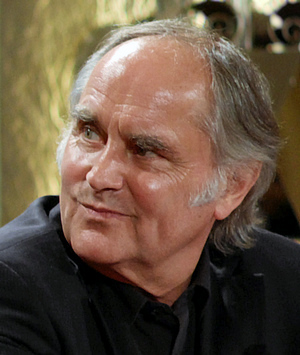
Michael Verhoevens Das schreckliche Mädchen wurde als erster deutscher Beitrag ausgezeichnet.

Gewinner und Nominierte in der Kategorie Bester nicht-englischsprachiger Film (Film Not In English Language) bei den British Academy Film Awards seit der ersten Verleihung im Jahr 1983, damals noch unter der Bezeichnung Bester fremdsprachiger Film (Best Foreign Language Film). Trotz dieser Kategorie wurden sporadisch fremdsprachige Filme in der Kategorie Bester Film nominiert. Nach dem Sieg des französischen Historienfilms Jean Florette als Bester Film, wurde die Kategorie 1989 umbenannt. Dennoch wurden in den folgenden Jahrzehnten sporadisch fremdsprachige Filme wie Ang Lees Tiger & Dragon (2001), Jean-Pierre Jeunets Die fabelhafte Welt der Amélie (2002) oder Walter Salles’ Die Reise des jungen Che – Motorcycle Diaries (2005) in der Kategorie Bester Film nominiert.
12 Mal wurden Oscar-prämierte Filme ausgezeichnet, zuletzt 2021 geschehen mit der Auszeichnung an Der Rausch des dänischen Regisseurs Thomas Vinterberg. Filmemacher aus dem deutschsprachigen Raum waren 1992 und 2013 erfolgreich, als sich Michael Verhoevens Das schreckliche Mädchen bzw. die in französischer Sprache gedrehte Produktion Liebe von Michael Haneke durchsetzen konnten. Dreimal wurden Filme von Pedro Almodóvar, je zweimal Werke von Jacques Audiard, Walter Salles und Zhang Yimou ausgezeichnet.
Ein Film qualifiziert sich in dem der Preisverleihung vorhergehenden Jahr, wenn dieser zwischen dem 1. Januar und 31. Dezember mindestens sieben Tage in einem öffentlichen britischen Kino gegen Entgelt gezeigt wurde und mehr als 50 Prozent nicht-englischsprachigen Dialog enthält. Nach den aktuellen Regelungen können bis zu drei Filmproduzenten und die Regisseure eine Nennung erhalten. Im Gegensatz zur Oscarverleihung besteht keine Obergrenze an Einreichungen pro Land.
Die unten aufgeführten Filme werden mit ihrem deutschen Verleihtitel (sofern ermittelbar) angegeben, danach folgt in Klammern in kursiver Schrift der Originaltitel in der jeweiligen Landessprache, das/die Produktionsland/-länder und der Name des Regisseurs. Die Nennung des Originaltitels entfällt, wenn deutscher und Original-Filmtitel identisch sind. Die Gewinner stehen hervorgehoben an erster Stelle.

## 1980er-Jahre
1983
Christus kam nur bis Eboli (Cristo si è fermato a Eboli), Italien/Frankreich – Regie: Francesco Rosi
- Das Boot, BRD – Regie: Wolfgang Petersen
- Diva, Frankreich – Regie: Jean-Jacques Beineix
- Fitzcarraldo, BRD – Regie: Werner Herzog

1984
Danton, Frankreich/Polen – Margaret Ménégoz, Barbara Pec-Slesicka und Andrzej Wajda
- Auf Liebe und Tod (Vivement dimanche!), Frankreich – Armand Barbault und François Truffaut
- Fanny und Alexander (Fanny och Alexander), Schweden – Jörn Donner und Ingmar Bergman
- La Traviata, Italien – Tarak Ben Ammar und Franco Zeffirelli

1985
Carmen, Spanien – Emiliano Piedra und Carlos Saura
- Eine Liebe von Swann (Un amour de Swann), Frankreich – Margaret Ménégoz und Volker Schlöndorff
- Ein Sonntag auf dem Lande (Un dimanche à la campagne), Frankreich – Alain Sarde und Bertrand Tavernier
- Die Wiederkehr des Martin Guerre (Le Retour de Martin Guerre), Frankreich – Daniel Vigne

1986
Oberst Redl, Ungarn/BRD/Österreich – Manfred Durniok und István Szabó
- Carmen, Frankreich/Italien – Patrice Ledoux und Francesco Rosi
- Dim Sum – Etwas fürs Herz (Dim Sum: A Little Bit of Heart), USA – Tom Sternberg, Wayne Wang und Danny Yung
- Subway, Frankreich – Luc Besson und François Ruggieri

1987
Ran (乱), Frankreich/Japan – Serge Silberman, Masato Hara und Akira Kurosawa
- Betty Blue – 37,2 Grad am Morgen (37°2 le matin), Frankreich – Jean-Jacques Beineix
- Ginger und Fred (Ginger e Fred), Italien/Frankreich/BRD – Alberto Grimaldi und Federico Fellini
- Otello, Italien – Menahem Golan, Yoram Globus und Franco Zeffirelli

1988
Opfer (Offret), Schweden/Frankreich – Anna-Lena Wibom und Andrei Tarkowski
- Jean Florette (Jean de Florette), Frankreich – Claude Berri
- Manons Rache (Manon des sources), Frankreich – Claude Berri
- Mein Leben als Hund (Mitt liv som hund), Schweden – Waldemar Bergendahl und Lasse Hallström

1989
Babettes Fest (Babettes gæstebud), Dänemark – Just Betzer, Bo Christensen und Gabriel Axel
- Auf Wiedersehen, Kinder (Au revoir, les enfants), Frankreich/BRD – Louis Malle
- Der Himmel über Berlin, Frankreich/BRD – Wim Wenders und Anatole Dauman
- Schwarze Augen (Oci ciornie), Italien – Silvia D’Amico Bendico, Carlo Cucchi und Nikita Michalkow

## 1990er-Jahre
1990
Das Leben und nichts anderes (La Vie et rien d’autre), Frankreich – René Cleitman und Bertrand Tavernier
- Frauen am Rande des Nervenzusammenbruchs (Mujeres al borde de un ataque de nervios), Spanien – Regie: Pedro Almodóvar
- Pelle, der Eroberer (Pelle erobreren), Dänemark – Per Holst und Bille August
- Salaam Bombay!, Großbritannien/Indien/Frankreich – Mira Nair

1991
Cinema Paradiso (Nuovo cinema Paradiso), Italien – Franco Cristaldi und Giuseppe Tornatore
- Jesus von Montreal (Jésus de Montréal), Kanada/Frankreich – Roger Frappier, Pierre Gendron und Denys Arcand
- Eine Komödie im Mai (Milou en mai), Frankreich/Italien – Louis Malle
- Milch und Schokolade (Romuald et Juliette), Frankreich – Jean-Louis Piel, Philippe Carcassonne und Coline Serreau

1992
Das schreckliche Mädchen, Deutschland – Michael Verhoeven
- Cyrano von Bergerac (Cyrano de Bergerac), Frankreich – René Cleitman, Michel Seydoux und Jean-Paul Rappeneau
- Der Mann der Friseuse (Le Mari de la coiffeuse), Frankreich – Thierry de Ganay und Patrice Leconte
- Toto der Held (Toto le Héros), Belgien/Deutschland/Frankreich – Pierre Drouot, Dany Geys und Jaco Van Dormael

1993
Rote Laterne 大紅燈籠高高掛 (Dà hóngdēng lóng gāo gāo guà), China/Hongkong – Chiu Fu-Sheng und Zhang Yimou
- Delicatessen, Frankreich – Claudie Ossard, Jean-Pierre Jeunet und Marc Caro
- Hitlerjunge Salomon, Deutschland/Frankreich/Polen – Artur Brauner, Margaret Ménégoz und Agnieszka Holland
- Die Liebenden von Pont-Neuf (Les Amants du Pont-Neuf), Frankreich – Christian Fechner und Leos Carax

1994
Lebewohl, meine Konkubine (霸王別姬 Bàwáng Bié Jī), China/Hongkong – Hsu Feng und Chen Kaige
- Bittersüße Schokolade (Como agua para chocolate), Mexiko – Alfonso Arau
- Ein Herz im Winter (Un coeur en hiver), Frankreich – Jean-Louis Livi, Philippe Carcassonne und Claude Sautet
- Indochine, Frankreich – Eric Heumann und Régis Wargnier

1995
Leben! (活着, Huózhe), China/Hongkong – Chiu Fu-Sheng und Zhang Yimou
- Belle Epoque, Spanien/Portugal/Frankreich – Fernando Trueba
- Drei Farben: Rot (Trois couleurs: Rouge), Polen/Schweiz – Marin Karmitz und Krzysztof Kieślowski
- Eat Drink Man Woman (飲食男女, Yǐn shí nán nǚ), Taiwan – Li-Kong Hsu und Ang Lee

1996
Der Postmann (Il Postino), Italien – Mario Cecchi Gori, Vittorio Cecchi Gori, Gaetano Daniele und Michael Radford
- Die Bartholomäusnacht (La Reine Margot), Frankreich – Pierre Grunstein und Patrice Chéreau
- Les Misérables, Frankreich – Claude Lelouch
- Die Sonne, die uns täuscht (Утомлённые солнцем, Utomljonnyje solnzem), Frankreich/Russland – Nikita Michalkow und Michel Seydoux

1997
Ridicule – Von der Lächerlichkeit des Scheins (Ridicule), Frankreich – Frédéric Brillion, Philippe Carcassonne, Gilles Legrand und Patrice Leconte
- Antonias Welt (Antonia), Niederlande/Belgien/Großbritannien – Hans De Weers und Marleen Gorris
- Kolya (Kolja), Tschechien – Eric Abraham und Jan Svěrák
- Nelly & Monsieur Arnaud, Frankreich – Alain Sarde und Claude Sautet

1998
Lügen der Liebe (L’Appartement), Frankreich/Spanien/Italien – Georges Benayoun und Gilles Mimouni
- Lucie Aubrac, Frankreich – Claude Berri
- Mein Leben in Rosarot (Ma vie en rose), Frankreich/Belgien/Großbritannien – Carole Scotta und Alain Berliner
- Tango-Fieber (The Tango Lessons), Großbritannien/Frankreich/Argentinien/Deutschland/Niederlande – Christopher Sheppard und Sally Potter

1999
Central Station (Central do Brasil), Brasilien – Arthur Cohn, Martine de Clermont-Tonnerre und Walter Salles
- Das Leben ist schön (La vita è bella), Italien – Elda Ferri, Gianluigi Braschi und Roberto Benigni
- Duell der Degen (Le Bossu), Frankreich – Patrick Godeau und Philippe de Broca
- Live Flesh – Mit Haut und Haar (Carne trémula), Frankreich/Spanien – Agustín Almodóvar und Pedro Almodóvar

## 2000er-Jahre
2000
Alles über meine Mutter (Todo sobre mi madre), Spanien/Frankreich – Agustín Almodóvar und Pedro Almodóvar
- Buena Vista Social Club, Deutschland/USA/Großbritannien/Frankreich/Kuba – Ulrich Felsberg, Deepak Nayar und Wim Wenders
- Das Fest (Festen), Dänemark – Birgitte Hald und Thomas Vinterberg
- Lola rennt, Deutschland – Stefan Arndt und Tom Tykwer

2001
Tiger & Dragon (臥虎藏龍, Wòhǔ Cánglóng), Taiwan – William Kong, Hsu Li-Kong und Ang Lee
- Die Frau auf der Brücke (La fille sur le pont), Frankreich – Christian Fechner und Patrice Leconte
- Harry meint es gut mit dir (Harry, un ami qui vous veut du bien), Frankreich – Michel Saint-Jean und Dominik Moll
- In the Mood for Love (花樣年華, Fa yeung nin wa), Hongkong/Frankreich – Wong Kar-Wai
- Der Zauber von Malèna (Malèna), Italien – Harvey Weinstein, Carlo Bernasconi und Giuseppe Tornatore

2002
Amores Perros, Mexiko – Alejandro González Iñárritu
- Die fabelhafte Welt der Amélie (Le fabuleux destin d’Amélie Poulain), Frankreich/Deutschland – Claudie Ossard und Jean-Pierre Jeunet
- Hinter der Sonne (Abril Despedaçado), Brasilien/Frankreich/Schweiz – Arthur Cohn und Walter Salles
- Die Klavierspielerin (La Pianiste), Österreich/Frankreich/Deutschland – Veit Heiduschka und Michael Haneke
- Monsoon Wedding, Indien – Caroline Baron und Mira Nair

2003
Sprich mit ihr (Hable con ella), Spanien – Agustín Almodóvar und Pedro Almodóvar
- City of God (Cidade de Deus), Brasilien – Andrea Barata Ribeiro, Mauricio Andrade Ramos und Fernando Meirelles
- Devdas – Flamme unserer Liebe (देवदास, Devadās), Indien – Regie: Bharat Shah und Sanjay Leela Bhansali
- The Warrior, Großbritannien/Frankreich/Deutschland/Indien – Bertrand Faivre und Asif Kapadia
- Y Tu Mamá También – Lust for Life (Y tu mamá también), Mexiko – Jorge Vergara und Alfonso Cuarón

2004
In This World – Aufbruch ins Ungewisse (In This World), Großbritannien – Andrew Eaton, Anita Overland und Michael Winterbottom
- Chihiros Reise ins Zauberland (千と千尋の神隠し, Sen to Chihiro no kamikakushi), Japan – Toshio Suzuki und Hayao Miyazaki
- Good Bye, Lenin!, Deutschland – Stefan Arndt und Wolfgang Becker
- Das große Rennen von Belleville (Les Triplettes de Belleville), Frankreich/Belgien/Kanada/Großbritannien – Didier Brunner und Sylvain Chomet
- Die Invasion der Barbaren (Les invasions barbares), Kanada – Denise Robert, Daniel Louis und Denys Arcand
- Sein und Haben (Être et avoir), Frankreich – Gilles Sandoz und Nicolas Philibert

2005
Die Reise des jungen Che – Motorcycle Diaries (Diarios de motocicleta), Argentinien/USA/Chile/Peru/Brasilien/Großbritannien/Deutschland/Frankreich – Michael Nozik, Edgard Tenenbaum, Karen Tenkhoff und Walter Salles
- House of Flying Daggers (十面埋伏, Shí Miàn Mái Fú), Hongkong – William Kong und Zhang Yimou
- Die Kinder des Monsieur Mathieu (Les Choristes), Frankreich – Arthur Cohn, Nicolas Mauvernay, Jacques Perrin und Christophe Barratier
- La mala educación – Schlechte Erziehung (La mala educación), Spanien – Agustín Almodóvar und Pedro Almodóvar
- Mathilde – Eine große Liebe (Un long dimanche de fiançailles), Frankreich – Francis Boespflug und Jean-Pierre Jeunet

2006
Der wilde Schlag meines Herzens (De battre mon coeur s’est arrêté), Frankreich – Pascal Caucheteux und Jacques Audiard
- Die große Reise (Le grand voyage), Frankreich/Marokko/Bulgarien/Türkei – Humbert Balsan und Ismaël Ferroukhi
- Kung Fu Hustle (功夫, Gong fu), China – Regie: Stephen Chow, Po Chu Chui und Jeffrey Lau
- Merry Christmas (Joyeux Noël), Frankreich – Christophe Rossignon und Christian Carion
- Tsotsi, Südafrika – Peter Fudakowski und Gavin Hood

2007
Pans Labyrinth (El laberinto del Fauno), Mexiko – Alfonso Cuarón, Alvaro Augustin und Guillermo del Toro
- Apocalypto, USA – Mel Gibson und Bruce Davey
- Black Book (Zwartboek), Niederlande – Teun Hilte, San Fu Maltha, Jens Meurer und Paul Verhoeven
- Rang De Basanti – Die Farbe Safran (Rang de Basanti), Indien – Regie: Ronnie Screwvala und Rakreysh Omprakash Mehra
- Volver – Zurückkehren (Volver), Spanien – Agustín Almodóvar und Pedro Almodóvar

2008
Das Leben der Anderen, Deutschland – Quirin Berg, Max Wiedemann und Florian Henckel von Donnersmarck
- Drachenläufer (The Kite Runner), USA – William Horberg, Walter F. Parkes, Rebecca Yeldham und Marc Forster
- Gefahr und Begierde (色，戒, Sè, jiè), Hongkong/Taiwan – William Kong, James Schamus und Ang Lee
- Schmetterling und Taucherglocke (The Diving Bell and the Butterfly), Frankreich/USA – Kathleen Kennedy, Jon Kilik und Julian Schnabel
- La vie en rose, Frankreich – Alain Goldman und Olivier Dahan

2009
So viele Jahre liebe ich dich (Il y a longtemps que je t’aime), Frankreich – Yves Marmion und Philippe Claudel
- Der Baader Meinhof Komplex, Deutschland – Bernd Eichinger und Uli Edel
- Gomorrha – Reise in das Reich der Camorra (Gomorra), Italien – Domenico Procacci und Matteo Garrone
- Persepolis, Frankreich – Marc-Antoine Robert, Xavier Rigault, Marjane Satrapi und Vincent Paronnaud
- Waltz with Bashir (ואלס עם באשיר, Vals Im Bashir), Israel – Serge Lalou, Gerhard Meixner, Yael Nahlieli und Ari Folman

## 2010er-Jahre
2010
Ein Prophet (Un prophète), Frankreich – Pascal Caucheteux, Marco Cherqui, Alix Raynaud und Jacques Audiard
- Coco Chanel – Der Beginn einer Leidenschaft (Coco avant Chanel), Frankreich – Carole Scotta, Caroline Benjo, Philippe Carcassonne und Anne Fontaine
- So finster die Nacht (Låt den rätte komma in), Schweden – Carl Molinder, John Nordling und Tomas Alfredson
- Das weiße Band – Eine deutsche Kindergeschichte, Deutschland/Österreich – Stefan Arndt, Veit Heiduschka, Margaret Ménégoz und Michael Haneke
- Zerrissene Umarmungen (Los abrazos rotos), Spanien – Agustín Almodóvar und Pedro Almodóvar

2011
Verblendung (Män som hatar kvinnor), Schweden – Søren Stærmose und Niels Arden Oplev
- Biutiful, Mexiko – Alejandro González Iñárritu, Jon Kilik und Fernando Bovaira
- I Am Love (Io sono l’amore), Italien – Luca Guadagnino, Francesco Melzi d’Eril, Marco Morabito und Massimiliano Violante
- In ihren Augen (El secreto de sus ojos), Argentinien – Mariela Besuievsky und Juan José Campanella
- Von Menschen und Göttern (Des hommes et des dieux), Frankreich – Xavier Beauvois, Pascal Caucheteux und Étienne Comar

2012
Die Haut, in der ich wohne (La piel que habito), Spanien – Pedro Almodóvar
- Die Frau die singt – Incendies (Incendies), Kanada – Denis Villeneuve, Luc Déry und Kim McGraw
- Nader und Simin – Eine Trennung (جدایی نادر از سیمین Jodaeiye Nader az Simin), Iran – Asghar Farhadi
- Pina, Deutschland – Wim Wenders und Gian-Piero Ringel
- Das Schmuckstück (Potiche), Frankreich – François Ozon, Eric Altmayer und Nicolas Altmayer

2013
Liebe (Amour), Frankreich/Deutschland/Österreich – Michael Haneke und Margaret Ménégoz
- Der Geschmack von Rost und Knochen (De rouille et d’os), Frankreich – Jacques Audiard und Pascal Caucheteux
- Headhunters (Hodejegerne), Norwegen – Morten Tyldum, Marianne Gray und Asle Vatn
- Die Jagd (Jagten), Dänemark – Thomas Vinterberg, Sisse Graum Jørgensen und Morten Kaufmann
- Ziemlich beste Freunde (Intouchables), Frankreich – Éric Toledano, Olivier Nakache, Nicolas Duval Adassovsky, Yann Zenou und Laurent Zeitoun

2014
La Grande Bellezza – Die große Schönheit (La grande bellezza), Italien/Frankreich – Paolo Sorrentino, Nicola Giuliano und Francesca Cima
- Blau ist eine warme Farbe (La vie d’Adèle – chapitres 1&2), Frankreich/Belgien/Spanien – Abdellatif Kechiche, Brahim Chioua und Vincent Maraval
- The Act of Killing, Dänemark/Norwegen/Großbritannien – Joshua Oppenheimer und Signe Byrge Sørensen
- Das Mädchen Wadjda (Wadjda), Saudi-Arabien/Deutschland – Haifaa al-Mansour, Gerhard Meixner und Roman Paul
- Metro Manila, Philippinen/Großbritannien – Sean Ellis und Mathilde Charpentier

2015
Ida, Polen – Eric Abraham, Piotr Dzięcioł, Paweł Pawlikowski, Ewa Puszczyńska
- Leviathan (Левиафан), Russland – Serkey Melkumov, Alexander Rodnyansky, Andrei Petrowitsch Swjaginzew
- Lunchbox (Dabba), Indien/Deutschland/Frankreich – Ritesh Batra, Anurag Kashyap, Guneet Monga, Arun Rangachari
- Trash, Brasilien – Tim Bevan, Stephen Daldry, Eric Fellner, Kris Thykier
- Zwei Tage, eine Nacht (Deux jours, une nuit), Belgien/Frankreich/Italien – Jean-Pierre Dardenne, Luc Dardenne, Denis Freyd

2016
Wild Tales – Jeder dreht mal durch! (Relatos salvajes), Argentinien – Regie: Damián Szifron
- The Assassin (聶隱娘), Taiwan – Regie: Hou Hsiao-Hsien
- Höhere Gewalt (Turist), Schweden – Regie: Ruben Östlund
- Theeb, Jordanien – Regie: Naji Abu Nowar
- Timbuktu, Mauretanien – Regie: Abderrahmane Sissako

2017
Son of Saul (Saul fia), Ungarn – Regie: László Nemes, Gábor Sipos
- Dämonen und Wunder (Dheepan), Frankreich – Regie: Jacques Audiard
- Julieta, Spanien – Regie: Pedro Almodóvar
- Mustang, Türkei/Frankreich/Deutschland – Regie: Deniz Gamze Ergüven
- Toni Erdmann, Deutschland/Österreich – Regie: Maren Ade

2018
Die Taschendiebin (아가씨, Agassi), Südkorea – Regie: Park Chan-wook
- Elle, Frankreich/Deutschland – Regie: Paul Verhoeven
- Loveless (Нелюбовь), Russland – Regie: Andrei Swjaginzew
- The Salesman (فروشنده, Forūšande), Iran – Regie: Asghar Farhadi
- Der weite Weg der Hoffnung (First They Killed My Father), USA/Kambodscha – Regie: Angelina Jolie

2019
Roma, Mexiko – Alfonso Cuarón und Gabriela Rodríguez
- Capernaum – Stadt der Hoffnung (Capharnaüm), Libanon – Nadine Labaki und Khaled Mouzanar
- Cold War – Der Breitengrad der Liebe (Zimna wojna), Polen – Paweł Pawlikowski, Tanya Seghatchian und Ewa Puszczyńska
- Dogman, Italien – Matteo Garrone
- Shoplifters – Familienbande (Manbiki kazoku), Japan – Hirokazu Koreeda und Kaoru Matsuzaki

## 2020er-Jahre
2020
Parasite (Gisaengchung), Südkorea – Bong Joon-ho
- Für Sama (For Sama), Großbritannien, Syrien – Waad al-Kateab, Edward Watts
- Leid und Herrlichkeit (Dolor y gloria), Spanien – Agustín Almodóvar, Pedro Almodóvar
- Porträt einer jungen Frau in Flammen (Portrait de la jeune fille en feu), Frankreich – Bénédicte Couvreur, Céline Sciamma
- The Farewell, USA – Daniele Melia, Lulu Wang

2021
Der Rausch (Druk) – Thomas Vinterberg, Kasper Dissing, Sisse Graum Jørgensen
- Dorogie Tovarischi! (Дорогие товарищи) – Andrei Kontschalowski, Alischer Usmanow
- Minari – Wo wir Wurzeln schlagen (Minari) – Lee Isaac Chung, Christina Oh
- Quo Vadis, Aida? – Jasmila Žbanić, Damir Ibrahimović
- Die Wütenden – Les Misérables (Les misérables) – Ladj Ly, Toufik Ayadi, Christophe Barral

2022
Drive My Car (ドライブ・マイ・カー / Doraibu mai kā) – Ryūsuke Hamaguchi, Teruhisa Yamamoto
- The Hand of God (È stata la mano di Dio) – Paolo Sorrentino, Lorenzo Mieli
- Parallele Mütter (Madres paralelas) – Pedro Almodóvar, Agustín Almodóvar
- Petite Maman – Céline Sciamma, Bénédicte Couvreur
- Der schlimmste Mensch der Welt (Verdens verste menneske) – Joachim Trier, Thomas Robsahm

2023
Im Westen nichts Neues (Deutschland) – Edward Berger, Malte Grunert
- Argentinien, 1985 – Nie wieder (Argentinien) – Santiago Mitre
- Corsage (Österreich) – Marie Kreutzer
- Die Frau im Nebel / Decision to Leave (Südkorea) – Park Chan-wook, Ko Dae-seok
- The Quiet Girl (Irland) – Colm Bairéad, Cleona Ní Chrualaoí

2024
The Zone of Interest – Jonathan Glazer
- 20 Tage in Mariupol (20 Days In Mariupol) – Mstyslav Chernov und Raney Aronson-Rath
- Anatomie eines Falls – Justine Triet, Marie-Ange Luciani und David Thion
- Past Lives – In einem anderen Leben (Past Lives) – Celine Song, David Hinojosa, Pamela Koffler und Christine Vachon
- Die Schneegesellschaft (La sociedad de la nieve) – J. A. Bayona und Belén Atienza

2025
Emilia Pérez – Regie: Jacques Audiard; Produktion: Pascal Caucheteux
- All We Imagine as Light – Regie: Payal Kapadia; Produktion: Thomas Hakim
- Für immer hier (Ainda Estou Aqui / I’m Still Here) – Regie: Walter Salles; Produktion: Maria Carlota Bruno und Rodrigo Teixeira
- Kneecap – Regie: Rich Peppiatt; Produktion: Trevor Birney
- Die Saat des heiligen Feigenbaums (دانه‌ی انجیر معابد) – Regie: Mohammad Rasulof; Produktion: Amin Sadraei